# Kurzschwanzgazellen
Die Kurzschwanzgazellen (Procapra) sind eine Gattung zentralasiatischer Antilopen, die mit den „echten“ Gazellen nahe verwandt sind. Von diesen unterscheiden sie sich durch einen nur stummelartigen Schwanz und dadurch, dass nur die Männchen Hörner tragen und die Weibchen hornlos sind.
Eine Mongolische Gazelle wird 140 cm lang, bis zur Schulter 80 cm hoch und 40 kg schwer. Sie ist im Sommer oberseits orangefarben und an den Seiten zimtfarben, während im Winter das gesamte Fell bleicher zu sein scheint.

## Lebensraum
Der Lebensraum aller drei Arten sind trockene Steppen und Halbwüsten. Dabei steigen sie im Gebirge bis über 5500 m auf.

## Lebensweise
Während sie im Winter tagaktiv sind, schränken sie an den heißen Sommertagen ihre Aktivität auf die Dämmerungszeit ein. Sie bewegen sich in Herden von zwanzig bis dreißig Tieren, können sich aber zu jahreszeitlichen Wanderungen auch zu mehreren tausend Tieren zusammenschließen.

## Systematik
Innerhalb der Gattung der Kurzschwanzgazellen werden drei Arten unterschieden:
- Tibet-Gazelle (Procapra picticaudata)
- Przewalski-Gazelle (Procapra przewalskii)
- Mongolische Gazelle (Procapra gutturosa)

Dabei wird die Gattung gelegentlich als Untergattung der Gazellen (Gazella) eingeordnet.

## Bestand und Gefährdung
Die Mongolische Gazelle war einst eines der häufigsten Großtiere der Mongolei. Einst hat ihr Bestand etwa 1,5 Millionen Tiere betragen. Durch exzessive Jagd wurden die Populationen in der westlichen Mongolei vernichtet. Im Osten haben etwa 300.000 Gazellen überlebt.
Auch die Bestände der Tibetgazelle sanken von mehreren Millionen auf 10.000 Tiere. Die Przewalski-Gazelle wird von der IUCN als stark gefährdet eingestuft. 2003 ergab eine Zählung nur noch 250 Tiere, die sich alle in der Nähe des Qinghai-Sees in Zentral-China aufhielten.